# Ubbergen
Ubbergen – dawna gmina w prowincji Geldria w Holandii. Zniesiona z dniem 1 stycznia 2015, weszła w skład nowo utworzonej gminy Berg en Dal (do 31 grudnia 2015 nosiła ona nazwę Groesbeek).

## Miejscowości
Beek, Berg en Dal (siedziba gminy), Erlecom, Groenlanden, Kekerdom, Leuth, Ooij, Persingen, Tiengeboden, De Vlietberg, Wercheren.